# Idvor, Banatul de Sud
Idvor (maghiară Torontáludvar, germană Idwor) este o localitate în Districtul Banatul de Sud, Voivodina, Serbia. Această localitate este cunoscută ca locul de naștere a faimosului savant mondial Mihajlo Idvorski Pupin.

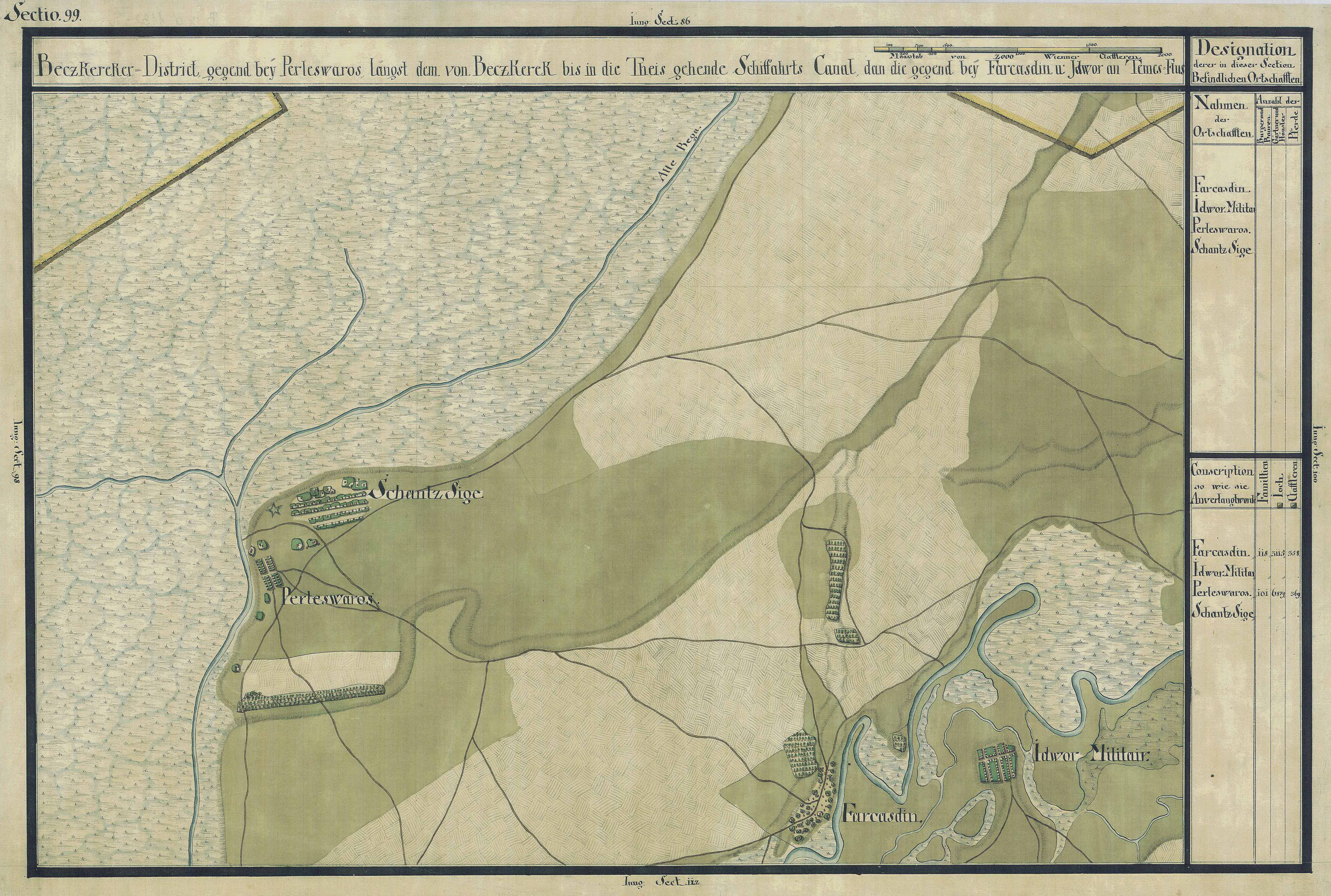
Idvor în Harta Iosefină a Banatului, 1769-72